# Phillip Andrew Johnston
Phillip Andrew Johnston, avstralski častnik, vojaški pilot in letalski as, * 27. februar 1898, Sydney, † 17. avgust 1917, Wingles (KIA).
Flight Commander Johnston je v svoji vojaški karieri dosegel 6 zračnih zmag.